# 伊方町立伊方中学校
伊方町立伊方中学校（いかたちょうりついかたちゅうがっこう）は、愛媛県西宇和郡伊方町湊浦にある公立中学校。

## 校歌・校訓

### 校歌
- 伊方中学校校歌　「友よ」

### 校訓
- 健康
- 信愛
- 創造

## 部活動

### 運動部
男子
- 野球部（女子も可）
- 男子卓球部

女子
- 女子バレーボール部

### 文化部
男女
- ブラスバンド部

## 生徒会活動

### 委員会
委員会一覧
- 学級委員会
- 学習委員会
- 体育委員会
- 図書委員会
- 保健委員会
- 環境委員会
- 情報委員会

主な活動内容
- クラスマッチ
- ブロックマッチ
- ボランティア（あいさつ活動、清掃など）
- 新聞発行
- 生徒集会
- 昼休みを利用したスポーツ大会や体力作り

## 行事
- 4月 - 入学式
- 5月 - 遠足
- 9月 - 運動会
- 11月 - 遊友祭（文化祭）
- 12月 - 生徒会役員選挙
- 2月 - 少年式
- 3月 - 遠足、卒業式

## 学区・通学

### 学区
- 旧伊方町全域

### 通学
- 伊方小学校区：徒歩 ※自転車でも通学可
- 水ヶ浦小学校区：自転車
- 上記以外の校区：スクールバス・タクシー
- 自転車通学の生徒は天候が悪い場合親が送迎可能。

雪が積もった場合、歩いて通学できる程度でもバスや自転車の関係で臨時休校になることがある。

## 交通
- 松山自動車道「大洲IC」から車で約40分。
- 八幡浜市内から車で約20分。
- 伊方町役場から車で約1分。徒歩約10分。
- 校門前に伊予鉄南予バス「伊方中学校前」バス停あり。
- 伊方町内のみの巡回バスがある。